# Михайловское поселение
О верхневолжском поселении меря см. Михайловские курганы
Михайловское поселение — трёхслойное поселение эпохи энеолита (раннего металла) на Нижнем Днепре (у реки Подпильная недалеко от села Михайловка Бериславского района Херсонской области Украины). Археологические исследования поселения проводились в 1952—1955 и 1960—1963 годах.
Первый слой, датируемый второй половиной IV (ранее концом IV — началом III) тысячелетия до н. э., относится к так называемой нижнемихайловской культуре и представлен землянками и полуземлянками с глинобитными очагами; незначительная (до 0,2 м) толщина слоя позволяет предположить, что данное поселение существовало непродолжительное время. Обнаруженные орудия труда изготовлены в основном из камня и костей животных; керамика представлена амфорами, имеющими шаровидную форму, чашами и чернолощёными горшками. Основу хозяйства составляло разведение мелкого рогатого скота.
Второй и третий слои, относимые соответственно к ранней и поздней ямной культуре, ранее датировались серединой второй половины III тысячелетия до н. э., ныне определяются как существовавшие соответственно на рубеже IV и III тысячелетий до н. э. и во второй-третьей четверти III тысячелетия до н. э. Толщина второго слоя достигает 0,6 м, а само поселение того периода занимает большую площадь по сравнению с предшествующим; землянки и полуземлянки с глинобитными очагами по-прежнему присутствуют, однако появляются также каменные наземные дома. Среди керамических изделий того периода наиболее распространены плоско- и остродонные сосуды с замысловатыми орнаментами, характерные для ямной культуры; среди орудий и украшений преобладают каменные, но встречаются и медные (например, шила). 
Третье поселение ещё крупнее, имеет (наряду с землянками) состоящие из нескольких камер постройки на каменных основаниях (некоторые из них использовались как мастерские для обработки дерева, металла, шкур и костей), а также рвы и каменные стены. Керамика этого периода включает в себя различную ритуальную посуду, чаши с несколькими ножками, горшки с ручками; значительная часть орудий труда изготовлена из меди. Кроме того, именно в третьем поселении впервые появляется земледелие (обнаружены орудия для жатвы и следы зёрен), игравшее вспомогательную хозяйственную роль.